# Jaume Molgosa i Valls
Jaume Molgosa i Valls (Barcelona, 1841 - Barcelona, entre l'1 i el 14 de setembre del 1907) va ser un actor, director de teatre i dramaturg català.

## Biografia
Provenia d'una família artística: el seu germà Josep Oriol va ser dramaturg i empresari teatral, i els seus nebots Ramon i Conrad Molgosa i Planas van ser músics i compositors. Entre els anys 1860 i 1895 actuà correntment a diversos teatres barcelonins, normalment fent papers còmics. També fou autor d'un gran nombre de comèdies, que estrenà ell mateix; d'un nivell més aviat discret, algunes foren portades a la impremta, però força altres romangueren inèdites o s'han perdut. Tingué la seva pròpia companyia de revista, amb què feu funcions per pobles de Catalunya (Vilanova i la Geltrú, 1884 i 1905; Caldes de Montbui, 1900).
Entre les seves obres es poden destacar les comèdies Un bateig a cops de punys (1885) i Conseqüències de l'Electra (1902) -potser la seva obra més coneguda, una paròdia de les tragèdies d'Eurípides i de Sòfocles sobre el mite d'Electra-, i el drama Blanca Monnier, o la secuestrada de Poitiers (1901). També adaptà per a l'escena catalana òperes com Les Huguenots de Meyerbeer o Die Jungfrau von Orléans de Schiller, així com petites obres teatrals d'originals castellans o francesos.
La seva filla Susagna Molgosa (ca 1879 -després del 1915) va ser una actriu catalana. El 1912 aparegué en una relació d'actrius barcelonines. Començà a actuar molt jove, pels voltants de 1886, i està documentada en l'art de Talia fins al 1916. Per bé que de vegades formà part d'alguna companyia teatral (1900, companyia Labastida-Nieto o 1913, companyia Mercader), majoritàriament feu d'actriu de reforç per prestigiar representacions d'aficionats o com a actriu contractada per realçar una funció teatral. Serafí Pitarra li dedicà la segona edició (1911) de Lo lliri d'aygua:
| «                | A la simpática y aplaudidíssima nena Susagna Molgosa dedica aquesta balada, composta de reminiscencias é inspiracions propias, son entussiasta y amich afectíssim q.s.p.b., l'Autor | » |
| — Serafí Pitarra | |   |

## Obres
(selecció)

### Publicades
- Un Bateig a cops de punys, comedia en un acte y en vers.  Barcelona: Biblioteca "Lo Teatro Regional", 1895. Estrenada el 1881[8]
- Blanca Monnier, ó, La Secuestrada de Poitiers, drama en 4 actos y 9 cuadros.  Barcelona: Tip. La Popular, 1901.
- Filipinas por España, drama en 5 actos y en prosa.  Barcelona: Lo teatro catalá, 1897 (Biblioteca de'l periódich Lo teatro catalá). Estrenada el 1897
- M. Valls, J. (traductor i adaptador). Hugonotes y católicos, melodrama de aparato en 5 actos, sacado de la ópera "Gli Ugonotti".  Barcelona: Lo teatro catalá, 1898 (Biblioteca de'l periódich Lo teatro catalá).[9]
- Schiller, (autor); M. Valls, J. (traducció). Juana de Arco, drama histórico en 5 actos.  Barcelona: Lo teatro catalá, 1897 (Biblioteca de'l periódich Lo teatro catalá). Estrenada el 1882
- Lo Mascot, graciosa comèdia inverossímil, en tres actes de prosa, basada sobre lo ideal argument de La Mascota.  Barcelona: Lo teatro catalá, 1897 (Biblioteca de'l periódich Lo teatro catalá). Estrenada el 1886, inspirada en l'òpera La Mascotte, d'Edmond Audran (música) i Henri Chivot i Alfred Duru (llibret)
- Nihilistas, joguina en un acte en prosa, arreglada a la escena catalana.  Barcelona: Imp. de J. Puigmacià, 1887. Estrenada el 1887[10]
- Las orellas de don Pau, joguet en un acte.  Barcelona: Llibr. Millà, 1904. Estrena 1904
- Resultados de la Electra, comedia en un acto y en prosa.  Barcelona: Joaquín Solé, 1902. Estrenada el 1901[11] N'hi hagué versió catalana[12]
- Millà, Lluís; Molgosa, J. La Setmana dels tres dijous, juguet còmich en un acte escrit en prosa catalana.  Barcelona: Llibreria Millà, 1907. Estrenada el 1904
- Molgosa Valls, J. (autor); Suñer Casademunt, Luís (arranjador). El Último cartucho, drama episódico-militar en cuatro actos.  Barcelona: Félix Costa, 1925? (Teatro popular).

### Inèdites
- Un Cero a l'esquerra, comèdia bilingüe en 1 acte. Manuscrit conservat a l'Institut del Teatre
- Del ball de mascaras, joguina carnavalesca en 1 acte y prosa. Manuscrit datat el 1894
- El Dengue casulá, a propósito ... bilingue en 1 acto en prosa y verso escrita'l vapor per Un Gat dels frares.  Port-Bou: manuscrit, 1890. Obra conservada a la biblioteca de l'Ateneu Barcelonès
- La Electra galdosa, parodia del drama "Electra" en un acto y en prosa.  s.l.: manuscrit, 1901. Obra conservada a la biblioteca de l'Ateneu Barcelonès[13]
- Home sol es un mussol, joguina en un acte. Datada el 1900, manuscrit conservat a l'Institut del Teatre
- La pentinadora, juguet en un acte. Manuscrit del 1903
- La Terra de Xauxa, viatge ilusori-cómich-bailable-bufo en cuatre actes y 12 cuadros escrit en vers y prosa.  Barcelona: manuscrit, 1882. Estrenada el 1882. Obra conservada a l'Ateneu Barcelonès i a la Biblioteca de Catalunya[14]
- Molgosa, Jaume; Molgosa, Josep Oriol. Máximo Gómez o los tigres de la manigua, a propósit.  Barcelona: (inèdit), 1896.
- Lo tret per la culata, joguina en un acte. Manuscrit conservat a l'Institut del Teatre
- M.Valls, J. Una Verbena al paralelo, joguina bilingüe en 3 actes. Manuscrit, conservat a la Biblioteca de Catalunya